# HD206241
HD206241 — хімічно пекулярна зоря спектрального класу A3, що має  видиму зоряну величину в смузі V приблизно  7,3.
Вона  розташована на відстані близько 435,5 світлових років від Сонця.